# Matt Helm
Matt Helm é um personagem de ficção criado pelo escritor norte-americano Donald Hamilton em 1960. Um agente secreto especializado em contra-espionagem, diferente do espião comum, para ser diferenciado de James Bond - criado em 1953 por Ian Fleming - por seu autor, apareceu em 27 livros escritos entre 1960 e 1993.
Inicialmente, Helm era um homem de meia idade meio fora de forma, um veterano da II Guerra Mundial que lutava pelo país na Guerra Fria. Com o passar dos anos, foi adaptado para um personagem atemporal, para se adaptar os novos tempos. Nas aventuras literárias de Helm, Hamilton descreve o mundo da espionagem por dentro, com toda a paranóia existente na época, o que fazia com os livretos fossem  bastante elogiados pela crítica especializada.
No meio dos anos 60, com o grande sucesso dos filmes de 007, Matt Helm foi levado às telas, com Dean Martin no papel principal. Quatro filmes, The Silencers (1966), Murderers Row (1966),  The Ambushers (1967) e The Wrecking Crew (1969), foram produzidos baseados nos livros, mas neles Helm perdeu a característica séria e soturna original - como Bond - tornado-se um personagem satírico, bonachão, mulherengo e bem humorado. Segundo os produtores, a única maneira de competir com Bond no cinema seria parodiá-lo. Um quinto filme da série estava planejado, baseado no livro The Ravagers, mas Dean Martin recusou-se a fazer o papel uma vez mais, mesmo sendo o título deste próximo filme sendo apresentado nos créditos finais de The Wrecking Crew, como era costume nos filmes de 007.
Em 1975-76, a rede de tv ABC produziu uma série com o agente, usando o nome do espíão mas vagamente baseada nas histórias originais de Hamilton. Na televisão, Helm foi interpretado pelo ator Tony Franciosa.
Austin Powers, o agente paródia de filmes de espionagem criado por Mike Myers nos anos 90, é inspirado nele.
Todos os direitos cinematográficos dos livros de Hamilton, falecido em 2006, foram comprados pela produtora Dreamworks, de Steven Spielberg, e espera-se um novo filme do agente a ser produzido ou dirigido por ele.